# 克莱尔·库赞
克莱尔·库赞（英語：Claire Curzan，2004年6月30日—）来自北卡罗来纳州卡瑞，是一名美国女子游泳运动员，主项是蝶泳。她在3岁时加入家乡当地的一个游泳队，开始练习游泳。11岁时，她决定成为全职选手，加入了TAC Titans。2019年，她在世界青少年游泳锦标赛上获得一枚金牌、一枚银牌和两枚铜牌。